# Richard Cain (Polizist)
Richard Scully Cain (* 5. Oktober 1931 in Chicago; † 20. Dezember 1973 ebenda) war ein korrupter Polizist in Chicago und gilt als Mitglied des Chicago Outfit, was grundsätzlich Italienern und deren Nachfahren vorbehalten ist. Zumindest war er ein Assoziierter im Umfeld des Oberhauptes Sam Giancana.

## Leben

### Jugend und Verbrechermilieu
Sein Vater John Cain war irisch-amerikanischer Abstammung, seine Mutter Lydia hatte italo-amerikanische Vorfahren. Er wuchs in Chicago auf und siedelte nach der Scheidung seiner Eltern im Jahre 1938 im Jahre 1939 nach Owosso in Michigan um. Er erlernte die Grundlagen von fünf Sprachen und las auch Bücher, die Gesetze behandelten. Im Jahre 1947 trat er in die US Army ein. In Fort Hood in Texas wurde er zum Funker ausgebildet und zum ersten Auslandseinsatz nach Japan versetzt. Anschließend wurde er in der militärischen Gegenspionage ausgebildet. Als er am 23. Juni 1950 den Dienst in der US-Army quittierte, nannte er sich Richard Scalzetti bzw. Sculzetti Cain. Anschließend wurde er von dem Privatdetektiv John Buenz eingestellt und lebte mit seiner Familie in Miami. Von dort aus fuhr er mehrfach nach Kuba.
Er kam mit der Familie der La Cosa Nostra – dem  Chicago Outfit – in Kontakt, als er die Entführung von Lastwagen der United Parcel Service mit organisierte, wobei er seine Stellung als Leiter für die Sicherheit bei der Firma bis 1953 ausnutzte. Obwohl sein Großvater, der ein bekannter Unternehmer in der Abwasserbranche war, vom Outfit im Jahre 1928 ermordet wurde, wurde Cain später ein „made men“ (d. h. Vollmitglied im Outfit) und in Kreisen der Mobster als Ricado Scalzetti bekannt.
Es wurde behauptet, dass Giancana ihm vorschlug, im Chicago Police Department eine Stelle anzunehmen, wo er ab Mai 1956 als Verbindungsmann zwischen korrupten Polizeibeamten und dem Outfit tätig war. Er führte auch den Streifendienst in Unterbezirken der Polizei aus und nahm gelegentlich auch an fingierten Razzien gegen illegale Spielkasinos und Wettbüros des Chicago Outfit teil.

### Cains Doppelrolle
Im Jahre 1960 wurde er vom Polizeidienst beurlaubt, um als Ermittler für den US-Staatsanwalt Richard Ogilvie gegen den Boss des Chicago Outfit Anthony Accardo zu arbeiten. Andererseits wurde er offiziell vom Dienst suspendiert, weil ihm vorgeworfen wurde, den Sicherheitsbeauftragten des Bürgermeisters Richard J. Daley abgehört zu haben, weil mit diesen Informationen gegen den Bürgermeister eine politische Aktion möglich war.
Cain hatte als diensteifriger Polizist das Vertrauen von Richard Ogilvie, dessen Wissen über die Aktionen des Chicago Outfit eine Rolle bei der Überführung von Accardo spielte.
Nach seinem Aufenthalt in Mexiko kehrte er 1962 nach Chicago zurück, um Ogilvie bei der Kampagne zu unterstützen Sheriff von Cook County zu werden. Danach war er nach dessen Wahl ab November 1962 als dessen Einsatzleiter im Cook County tätig. Im Dezember 1964 entließ ihn Ogilvie, nachdem er vor Gericht gelogen hatte, weil er in eine Affaire wegen gestohlener Drogen verwickelt war.

### Kalter Krieg
Seit Oktober 1960 war er als Informant für die CIA tätig, um neben anderen Tätigkeiten kubanische Flüchtlinge zu befragen. Die Berichte verfasste er mit dem CIA-Agenten William Lohman. Als die CIA das Projekt der Ermordung von Fidel Castro verfolgte, wurde über den Mafioso Johnny Roselli die Verbindung zu Cain hergestellt. Doch der Plan Castro zu vergiften, scheiterte im März 1961. Im Rahmen weiterer Vorhaben der Operation Mongoose soll er mit Charles „Chuckie“ Nicoletti und Felix „Milwaukee Phil“ Alderisio Exilkubaner für die Invasion in der Schweinebucht ausgebildet haben.

### FBI-Informant und Mordopfer
Da er vom Gericht überführt wurde, an einer Mafiaaktion teilgenommen zu haben, wurde er im Jahre 1968 zu 1 bis 3 Jahren Gefängnis verurteilt. Im Jahre 1971 arbeitete er wieder für Giancana, um eine zentrale Rolle als Geldeinsammler von den Spielcasinos in Mittelamerika und im Iran einzunehmen. In dieser Zeit trachtete er danach, die Kontrolle über das illegale Glücksspiel in den Städten zu erreichen. Im Jahre 1969 schrieb er an das FBI und bot diesem Informationen an.
Gleichzeitig wurde er ein Informant des FBI-Agenten William F. Roemer. Seine Mafiarivalen verdrängte er angeblich dadurch, dass er ihre Aktionen den Aufsichtsbehörden mitteilte. Sein Halbbruder nahm sogar an, er plane das Chicago Outfit zu beherrschen. Anfang der 1970er Jahre war er in Aktionen des Einbrecherrings des Chicago Outfit verwickelt, welcher von Marshall Caifano geleitet wurden. Als Cain sich am 20. Dezember 1973 in einem Chicagoer Laden aufhielt, trat ein maskierter Mann an ihn heran und tötete ihn aus nächster Nähe mit zwei Kopfschüssen. Es wird vermutet, dass Caifano Kenntnisse über die FBI-Kontakte von Cain hatte und deshalb von Anthony Accardo den Auftrag bekam, Cain ermorden zu lassen. Einige Ermittler vermuten, dass der Gangster Harry Aleman die Ermordung mit geplant hat.

### Legenden und Gerüchte
Wegen der vielfältigen Kontakte und Tätigkeiten von Cain zum FBI, der CIA und der Mafia wird Cain in mehreren Verschwörungstheorien verdächtigt, in das Attentat auf John F. Kennedy verwickelt gewesen zu sein. So behaupten Charles und Sam Giancana in ihrem Buch Double Cross: The Explosive, Inside Story of the Mobster Who Controlled America aus dem Jahr 1992, Cain und Nicoletti, nicht aber Lee Harvey Oswald wären im Texas School Book Depository am 22. November 1963 anwesend gewesen.
Im Jahre 1996 berief sich die brasilianische Journalistin Claudia Furiati darauf, dass der Autor Eric Hamburg behauptet hätte, Cain wäre mit Dave Yarras und Lenny Patrick in das Kennedy-Attentat verwickelt gewesen. Diese These vertrat auch der Autor Peter Dale Scott in seinem 1996 veröffentlichten Buch Bringing It All Together, wobei er auf Cains Kontakte zu Johnny Roselli und John Martino verwies.
Diese Behauptungen sind von anderen Ermittlern wie Larry Hancock und Michael J. Cain untersucht worden. Die Untersuchungen ergaben keinerlei beweiskräftige Hinweise auf die Verwicklung von Cain in die Mordaktion.

## Adaptionen
Der Autor Mario Puzo hat sich in seinem Buch Der Pate bei der Rolle von Al Neri von der Lebensgeschichte Cains inspirieren lassen. Im Jahre 2007 veröffentlichte Cains Halbbruder Michael Cain das Buch The Tangled Web, das sich ausgiebig mit dem Leben von Richard Cain befasst.